# پولاپ، میکرونزی
پولاپ یا پُلاپ یک آب‌سنگ حلقوی با مساحت خشکی ۰٫۹۹۲ کیلومتر مربع (۰٫۳۸۳ مایل مربع) و مساحت کلی ۳۱٫۳۲۱ کیلومتر مربع (۱۲٫۰۹۳ مایل مربع) به همراه تالاب داخلی آن است. سه آبخوست «پولاپ» در شمال، «تاماتام» در جنوب، و «فانادیک» در لبه باختری آب‌سنگ قرار دارند. آب‌سنگ حلقوی پولاپ در گروه آبخوست‌های پاتیو در جزایر کارولین قرار دارد. این آب‌سنگ حلقوی در ۲۳۰ کیلومتر (۱۴۰ مایل) باختر تالاب چوک قرار دارد.
از دید سیاسی، آب‌سنگ حلقوی پولاپ بخشی از ایالت چوک در کشور ایالات فدرال میکرونزی است و دو منطقه شهرداری پولاپ در شمال و «تاکاتاک» در جنوب را در بر می‌گیرد. جمعیت کل آب‌سنگ حلقوی پولاپ در سال ۲۰۰۰، ۱،۲۷۰ نفر بود که ۹۰۵ نفر در پولاپ و ۳۶۵ نفر در تاماتام زندگی می‌کردند.

## تاریخ
نخستین اروپایی وارد شده به پولاپ یک ناوبر اسپانیایی به نام «آلونسو دی آیرلانو» سوار بر پاتاچه «سن لوکاس» در ۱۷ ژانویه ۱۵۶۵ بود. در نقشه‌های سال ۱۸۹۷ این آب‌سنگ حلقوی «Los Martires» به معنی "شهید" در زبان اسپانیایی نامیده شد.

## حوادث
در آوریل ۲۰۱۶ سه ملوان کشتی شکسته از فانادیک نجات داده شدند. کشتی آنان پس از دور شدن از فانادیک، به خاطر یک موج بسیار بلند واژگون شده بود. بنابراین آنها مجبور شدند دو کیلومتر در شب، شنا کردند. پس از سه روز، هواپیمای گشت، نوشته "کمک" آنها را که با برگ‌های نخل درست شده بود دید و گارد ساحلی و نیروی دریایی ایالات متحده آمریکا آنها را نجات دادند.